# ۲۹ دلو
۲۹ دلو یک ستاره است که در صورت فلکی دلو قرار دارد.